# A 2014. évi téli olimpia magyarországi résztvevőinek listája
A 2014. évi téli olimpiai játékokon a magyar csapat tagjaként 7 férfi és 9 női sportoló vett részt. Az olimpia műsorán szereplő tizenöt sportág ill. szakág közül ötben indult magyar versenyző. A magyarországi résztvevők száma az egyes sportágakban ill. szakágakban a következő (zárójelben a magyar indulókkal rendezett versenyszámok száma, kiemelve az egyes oszlopokban előforduló legmagasabb érték, vagy értékek):
| Sportág                        | Helyezések száma | Helyezések száma | Helyezések száma | Helyezések száma | Helyezések száma | Helyezések száma | Olimpiai pont | Indulók száma | Indulók száma | Indulók száma |
| Sportág                        |                  |                  |                  | 4.               | 5.               | 6.               | Olimpiai pont | Férfi         | Nő            | Össz.         |
| Alpesisí (7)                   | 0                | 0                | 0                | 0                | 0                | 0                | 0             | 1             | 2             | 3             |
| Biatlon (4)                    | 0                | 0                | 0                | 0                | 0                | 0                | 0             | 1             | 1             | 2             |
| Gyorskorcsolya (1)             | 0                | 0                | 0                | 0                | 0                | 0                | 0             | 1             | 0             | 1             |
| Rövidpályás gyorskorcsolya (7) | 0                | 0                | 0                | 0                | 0                | 1                | 1             | 3             | 5             | 8             |
| Sífutás (3)                    | 0                | 0                | 0                | 0                | 0                | 0                | 0             | 1             | 1             | 2             |
|                                |                  |                  |                  |                  |                  |                  |               |               |               |               |
| Összesen                       | 0                | 0                | 0                | 0                | 0                | 1                | 1             | 7             | 9             | 16            |

## ABC-rendi bontás
A következő táblázat ABC-rendben sorolja fel azokat a magyarországi sportolókat, akik az olimpián részt vettek. Lásd még: sportágankénti ill. szakágankénti bontás.
| Ábécé szerinti tartalomjegyzék                                                                           |
| --- |
| A, Á B C Cs D Dz Dzs E, É F G Gy H I, Í J K L Ly M N Ny O, Ó Ö, Ő P Q R S Sz T Ty U, Ú Ü, Ű V W X Y Z Zs |

| Sportoló | Sportág, szakág | Versenyszám | Helyezés (elért eredmény) |

## B
| Berecz Anna | alpesisí                   | női lesiklás               | 35. hely (1:50,97) |
| Berecz Anna | alpesisí                   | női műlesiklás             | 35. hely (2:04,92) |
| Berecz Anna | alpesisí                   | női óriás-műlesiklás       | 48. hely (2:54,05) |
| Berecz Anna | alpesisí                   | női szuperóriás-műlesiklás | 28. hely (1:33,07) |
| Berecz Anna | alpesisí                   | női alpesi összetett       | 21. hely (2:48,69) |
| Béres Bence | rövidpályás gyorskorcsolya | férfi 1000 m               | 26. hely           |
| Béres Bence | rövidpályás gyorskorcsolya | férfi 1500 m               | 33. hely           |

## D
| Darázs Rózsa | rövidpályás gyorskorcsolya | női 3000 m váltó | 6. hely (csak az előfutamban vett részt) |

## F
| Farkas Norbert | alpesisí | férfi műlesiklás       | nem ért célba      |
| Farkas Norbert | alpesisí | férfi óriás-műlesiklás | 50. hely (3:01,33) |

## G
| Gombos Károly | biatlon | férfi 10 km sprint | 79. hely (28:04,3 – 1 lövőhiba)   |
| Gombos Károly | biatlon | férfi 20 km egyéni | 88. hely (1:05:16,7 – 8 lövőhiba) |

## H
| Heidum Bernadett | rövidpályás gyorskorcsolya | női 1000 m       | helyezetlen |
| Heidum Bernadett | rövidpályás gyorskorcsolya | női 1500 m       | 9. hely     |
| Heidum Bernadett | rövidpályás gyorskorcsolya | női 3000 m váltó | 6. hely     |

## K
| Keszler Andrea | rövidpályás gyorskorcsolya | női 500 m        | 28. hely                             |
| Keszler Andrea | rövidpályás gyorskorcsolya | női 3000 m váltó | 6. hely                              |
| Knoch Viktor   | rövidpályás gyorskorcsolya | férfi 500 m      | 12. hely                             |
| Knoch Viktor   | rövidpályás gyorskorcsolya | férfi 1000 m     | 18. hely                             |
| Knoch Viktor   | rövidpályás gyorskorcsolya | férfi 1500 m     | 34. hely                             |
| Kónya Zsófia   | rövidpályás gyorskorcsolya | női 1500 m       | 30. hely                             |
| Kónya Zsófia   | rövidpályás gyorskorcsolya | női 3000 m váltó | 6. hely (csak a döntőben vett részt) |

## L
| Lajtos Szandra     | rövidpályás gyorskorcsolya | női 3000 m váltó | 6. hely  |
| Liu Shaolin Sándor | rövidpályás gyorskorcsolya | férfi 500 m      | 18. hely |
| Liu Shaolin Sándor | rövidpályás gyorskorcsolya | férfi 1000 m     | 16. hely |
| Liu Shaolin Sándor | rövidpályás gyorskorcsolya | férfi 1500 m     | 20. hely |

## M
| Miklós Edit | alpesisí | női lesiklás               | 7. hely (1:42,28)  |
| Miklós Edit | alpesisí | női óriás-műlesiklás       | 34. hely (2:46,59) |
| Miklós Edit | alpesisí | női szuperóriás-műlesiklás | 15. hely (1:27,87) |
| Miklós Edit | alpesisí | női alpesi összetett       | 16. hely (2:41,61) |

## N
| Nagy Konrád | gyorskorcsolya | férfi 1500 m | 26. hely (1:48,12) |

## S
| Simon Ágnes | sífutás | női 10 km         | 69. hely (38:36,7) |
| Simon Ágnes | sífutás | női egyéni sprint | 66. hely           |

## Sz
| Szabó Milán | sífutás | férfi 15 km         | 78. hely (47:01,3)              |
| Szabó Milán | sífutás | férfi egyéni sprint | 73. hely                        |
| Szőcs Emőke | biatlon | női 7,5 km sprint   | 70. hely (24:15,4 – 2 lövőhiba) |
| Szőcs Emőke | biatlon | női 15 km egyéni    | 70. hely (54:12,3 – 6 lövőhiba) |

## Sportágankénti ill. szakágankénti bontás
A következő táblázat sportáganként sorolja fel azokat a magyarországi sportolókat, akik az olimpián részt vettek. Lásd még: ABC-rendi bontás.
| Alpesisí | Biatlon | Gyorskorcsolya | Rövidpályás gyorskorcsolya | Sífutás |

| Versenyszám | Sportoló | Helyezés (elért eredmény) |

## Alpesisí
| férfi műlesiklás           | Farkas Norbert | nem ért célba      |
| férfi óriás-műlesiklás     | Farkas Norbert | 50. hely (3:01,33) |
| női lesiklás               | Berecz Anna    | 35. hely (1:50,97) |
| női lesiklás               | Miklós Edit    | 7. hely (1:42,28)  |
| női műlesiklás             | Berecz Anna    | 35. hely (2:04,92) |
| női óriás-műlesiklás       | Berecz Anna    | 48. hely (2:54,05) |
| női óriás-műlesiklás       | Miklós Edit    | 34. hely (2:46,59) |
| női szuperóriás-műlesiklás | Berecz Anna    | 28. hely (1:33,07) |
| női szuperóriás-műlesiklás | Miklós Edit    | 15. hely (1:27,87) |
| női összetett              | Berecz Anna    | 21. hely (2:48,69) |
| női összetett              | Miklós Edit    | 16. hely (2:41,61) |

## Biatlon
| férfi 10 km sprint | Gombos Károly | 79. hely (28:04,3 – 1 lövőhiba)   |
| férfi 20 km egyéni | Gombos Károly | 88. hely (1:05:16,7 – 8 lövőhiba) |
| női 7,5 km sprint  | Szőcs Emőke   | 70. hely (24:15,4 – 2 lövőhiba)   |
| női 15 km egyéni   | Szőcs Emőke   | 70. hely (54:12,3 – 6 lövőhiba)   |

## Gyorskorcsolya
| férfi 1500 m | Nagy Konrád | 26. hely (1:48,12) |

## Rövidpályás gyorskorcsolya
| férfi 500 m      | Knoch Viktor                                  | 12. hely    |
| férfi 500 m      | Liu Shaolin Sándor                            | 18. hely    |
| férfi 1000 m     | Béres Bence                                   | 26. hely    |
| férfi 1000 m     | Knoch Viktor                                  | 18. hely    |
| férfi 1000 m     | Liu Shaolin Sándor                            | 16. hely    |
| férfi 1500 m     | Béres Bence                                   | 33. hely    |
| férfi 1500 m     | Knoch Viktor                                  | 34. hely    |
| férfi 1500 m     | Liu Shaolin Sándor                            | 20. hely    |
| női 500 m        | Keszler Andrea                                | 28. hely    |
| női 1000 m       | Heidum Bernadett                              | helyezetlen |
| női 1500 m       | Heidum Bernadett                              | 9. hely     |
| női 1500 m       | Kónya Zsófia                                  | 30. hely    |
| női 3000 m váltó | Darázs Rózsa (csak az előfutamban vett részt) | 6. hely     |
| női 3000 m váltó | Heidum Bernadett                              | 6. hely     |
| női 3000 m váltó | Keszler Andrea                                | 6. hely     |
| női 3000 m váltó | Kónya Zsófia (csak a döntőben vett részt)     | 6. hely     |
| női 3000 m váltó | Lajtos Szandra                                | 6. hely     |

## Sífutás
| férfi 15 km  | Szabó Milán | 78. hely (47:01,3) |
| férfi sprint | Szabó Milán | 73. hely           |
| női 10 km    | Simon Ágnes | 69. hely (38:36,7) |
| női sprint   | Simon Ágnes | 66. hely           |